# Résolution ES-11/3 de l'Assemblée générale des Nations unies
- En faveur
- Contre
- Abstention
- Absent
- Non membre

La résolution ES-11/3 de l'Assemblée générale des Nations unies est une résolution de la onzième session extraordinaire d'urgence de l'Assemblée générale des Nations unies, adoptée le 7 avril 2022. Elle suspend l'appartenance de la Russie au Conseil des droits de l'homme des Nations unies sur la base de « grave préoccupations concernant la crise des droits de l’homme et la crise humanitaire en cours en Ukraine [...] y compris les violations
flagrantes et systématiques des droits de l’homme » commises par la Russie. La résolution est parrainée par 58 États et elle est adoptée par 93 voix pour, 24 contre et 58 abstentions.

## Contexte
Le 1er avril 2022, des photos et des vidéos attestant d'un massacre, commis dans la ville ukrainienne de Boutcha et imputé aux forces armées de la fédération de Russie, sont rendues publiques,,,. Le 4 avril, l'ambassadrice des États-Unis auprès des Nations unies, Linda Thomas-Greenfield, réagit au massacre en annonçant l'intention de son pays de demander le retrait de la Russie du Conseil des droits de l'homme de l'organisation. À ce moment-là, cette dernière y siège depuis le 1er janvier 2021 pour un mandat de trois ans. 
Le projet de résolution A/ES-11/L.4, lancé par les États-Unis, est formellement présenté par l'Ukraine le 6 avril,. Son vote devant l'Assemblée générale des Nations unies est prévu pour le lendemain à 10 heures (UTC−4). Entre-temps, la délégation russe emmenée par Vassili Nebenzia transmet aux autres délégations un document confidentiel leur indiquant qu'un vote favorable ou même une abstention entrainerait une détérioration des relations bilatérales de leurs pays avec la Russie. 
Jusque-là, la suspension d'un État du Conseil des droits de l'homme ne s'est produite qu'une fois dans l'histoire : le 1er mars 2011 lorsque l'Assemblée générale avait décidé, à la demande du Conseil lui-même, d'en suspendre la Libye en réponse aux agissements de son dirigeant, Mouammar Kadhafi, lors de la guerre civile qui traversait alors le pays,.  

## Votes
Le deuxième paragraphe de l'article 18 de la Charte des Nations unies dispose que « Les décisions de l'Assemblée générale sur les questions importantes sont prises à la majorité des deux tiers des membres présents et votants ». La résolution ES-11/3 ayant reçu 93 voix pour et 24 contre, elle est donc adoptée. Anticipant le résultat, la Russie s'est retirée elle même du Conseil des droits de l'homme des Nations unies en marge du scrutin.
| Vote                                      | Nombre | États | % des votes | % des États membres |
| ----------------------------------------- | ------ | --- | ----------- | ------------------- |
| Pour                                      | 93     | - Albanie - Allemagne - Andorre - Antigua-et-Barbuda - Argentine - Australie - Autriche - Bahamas - Belgique - Birmanie - Bosnie-Herzégovine - Bulgarie - Canada - Chili - Chypre - Colombie - Comores - Corée du Sud - Costa Rica - Côte d'Ivoire - Croatie - Danemark - Dominique - Équateur - Espagne - Estonie - États-Unis - États fédérés de Micronésie - Fidji - Finlande - France - Géorgie - Grèce - Grenade - Guatemala - Haïti - Honduras - Hongrie - Îles Marshall - Irlande - Islande - Israël - Italie - Jamaïque - Japon - Kiribati - Lettonie - Liberia - Liechtenstein - Lituanie - Luxembourg - Macédoine du Nord - Malawi - Malte - Maurice - Moldavie - Monaco - Monténégro - Nauru - Norvège - Nouvelle-Zélande - Palaos - Panama - Papouasie-Nouvelle-Guinée - Paraguay - Pérou - Philippines - Pologne - Portugal - République démocratique du Congo - République dominicaine - Roumanie - Royaume-Uni - Saint-Marin - Sainte-Lucie - Samoa - Serbie - Seychelles - Sierra Leone - Slovaquie - Slovénie - Suède - Suisse - Tchad - Tchéquie - Timor oriental - Tonga - Turquie - Tuvalu - Ukraine - Uruguay | 79,49 %     | 48,19 %             |
| Contre                                    | 24     | - Algérie - Biélorussie - Bolivie - Burundi - Chine - Corée du Nord - Cuba - Érythrée - Éthiopie - Gabon - Iran - Kazakhstan - Kirghizistan - Laos - Mali - Nicaragua - Ouzbékistan - République centrafricaine - République du Congo - Russie - Syrie - Tadjikistan - Viêt Nam - Zimbabwe | 20,51 %     | 12,44 %             |
| Abstention                                | 58     | - Afrique du Sud - Angola - Arabie saoudite - Bahreïn - Bangladesh - Barbade - Belize - Bhoutan - Botswana - Brésil - Brunei - Cambodge - Cameroun - Cap-Vert - Égypte - Émirats arabes unis - Eswatini - Gambie - Ghana - Guinée-Bissau - Guyana - Inde - Indonésie - Irak - Jordanie - Kenya - Koweït - Lesotho - Madagascar - Malaisie - Maldives - Mexique - Mongolie - Mozambique - Namibie - Népal - Niger - Nigeria - Oman - Ouganda - Pakistan - Qatar - Saint-Christophe-et-Niévès - Saint-Vincent-et-les-Grenadines - Salvador - Sénégal - Singapour - Soudan - Soudan du Sud - Sri Lanka - Suriname - Tanzanie - Thaïlande - Togo - Trinité-et-Tobago - Tunisie - Vanuatu - Yémen |             | 30,05 %             |
| Absence                                   | 18     | - Afghanistan - Arménie - Azerbaïdjan - Bénin - Burkina Faso - Djibouti - Guinée - Guinée équatoriale - Îles Salomon - Liban - Maroc - Mauritanie - Rwanda - Sao Tomé-et-Principe - Somalie - Turkménistan - Venezuela - Zambie |             | 9,33 %              |
| Total                                     | 193    | – | 100 %       | 100 %               |
| Source: A/RES/ES-11/3 voting record 1. 2. |        | |             |                     |